# Église des Récollets de Montréal
Pour les articles homonymes, voir Église des Récollets.
L'ancienne Église des Récollets était un édifice religieux catholique situé dans le Vieux-Montréal. Ouverte au culte en 1693,  l’église fut démolie en 1867, en même temps que le monastère récollet qui avait été ajouté en 1705. 

## Histoire
À la suite de l'autorisation aux Récollets de s'installer à l'extérieur de Québec, avec la nomination de Mgr Jean-Baptiste de La Croix de Chevrières de Saint-Vallier en 1688, l'ordre s'installe à Montréal et entreprend la construction d'une église qui sera ouverte en 1693. Elle serait l'œuvre du frère Didace Pelletier qui a également mené les travaux du couvent de Trois-Rivières. Elle est érigée sur le quadrilatère des rues Notre-Dame, Sainte-Hélène, des Récollets et Saint-Pierre. 
Un monastère s'ajoute à l'église en 1705. Le maître d’oeuvre du chantier est un dénommé Pierre Couturier. De nouveaux travaux sont entrepris en 1713 pour la façade de l’église avec le sculpteur Jean Jacquié dit Leblond. Une clôture est construite en 1722. 
En 1760, après la capitulation de la colonie, l'église est cédée à l'occupant britannique. Elle sert de caserne jusqu'en 1792, tandis que les biens des Récollets sont mis sous séquestre vers 1810.
En 1818, l’expansion de Montréal, avec la construction de la rue Sainte-Hélène, amène la démolition de l’aile ouest.
Les Sulpiciens s'installent à leur tour dans la vieille église en 1831. Ils l'agrandissent et l'embellissent en ajoutant notamment un portail repris de l'église Notre-Dame, démolie en 1829. L'église sert ensuite au culte des catholiques Irlandais qui l'utilisent jusqu'en 1847. Devenu une école, l'ensemble église-monastère est finalement démoli en 1867.

## Galerie

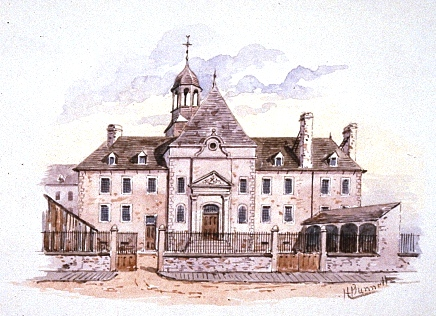
Église et monastère
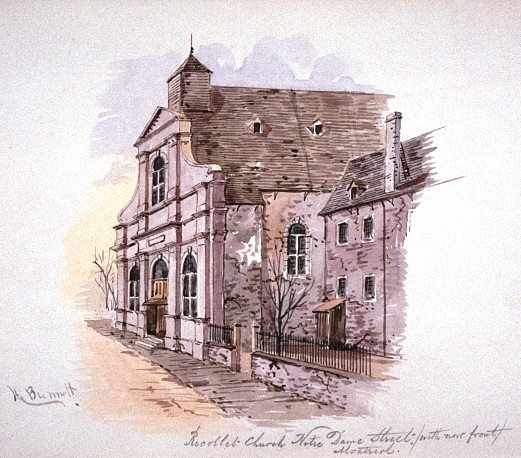
Église avec le portail de l'ancienne église Notre-Dame
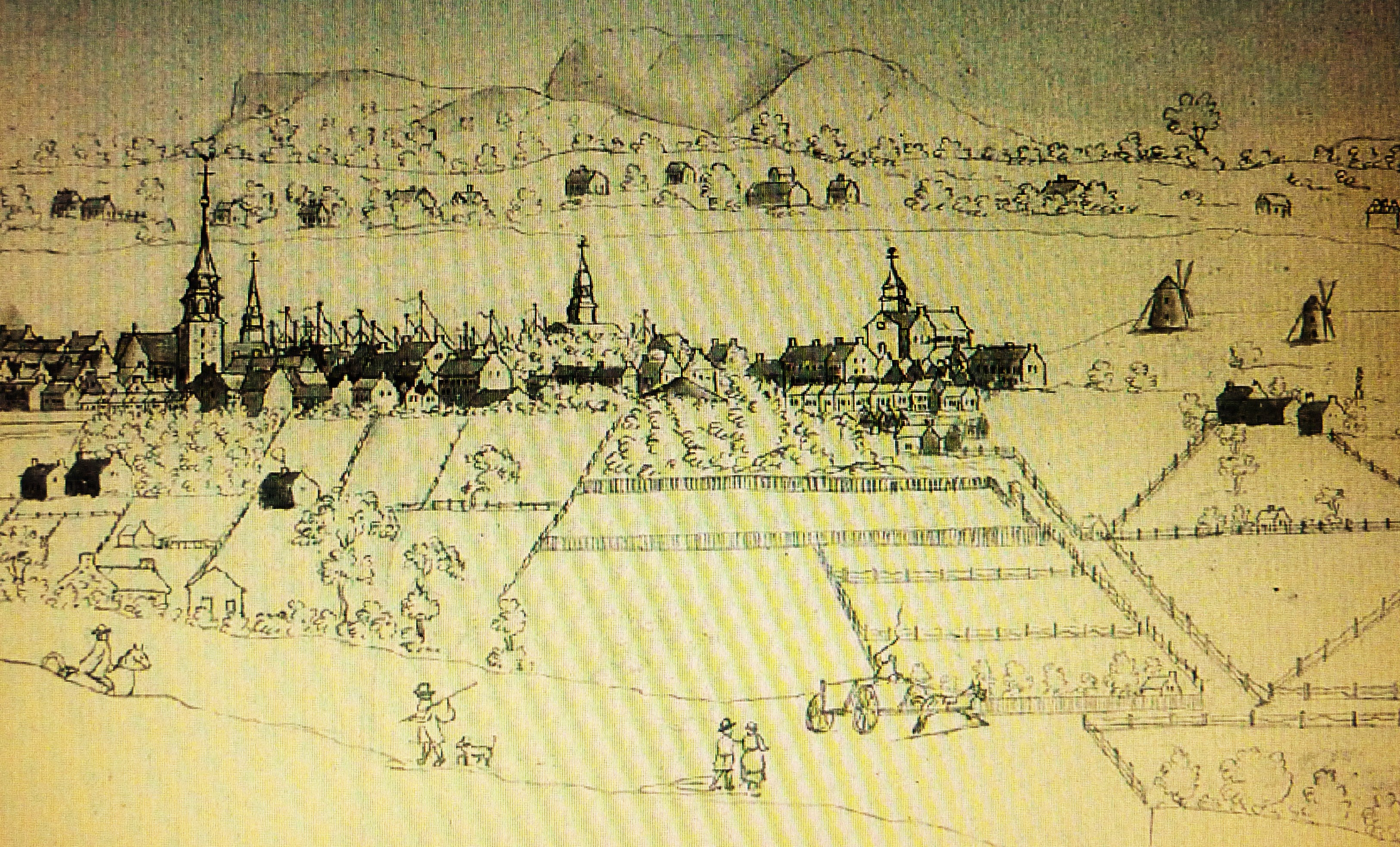
L'église des Récollets dans le panorama de Montréal vers 1800

## Sources
- Laliberté, Pierre, Bruno Harel, Le Vieux-Montréal vu par Georges Delfosse, Montréal, Ville de Montréal, 1983, 76 p., p. 66.
- Odoric-Marie Jouve, Dictionnaire biographique des Récollets missionnaires en Nouvelle-France, 1615-1645 - 1670-1849, Montréal, Bellarmin, 1996, 903 p.